# Waag (Amsterdam)
Le Waag (« Poids public » en néerlandais) est un monument du XVe siècle situé sur Nieuwmarkt dans l'arrondissement de Centrum, à Amsterdam. Il s'agit ainsi du plus ancien édifice profane encore debout dans la ville, ce qui lui a valu une inscription au registre des monuments nationaux en 1970. Il tire son nom de la dernière fonction qu'il a exercée après avoir été utilisé comme maison de guilde, musée, caserne de pompiers et théâtre anatomique.

## Histoire

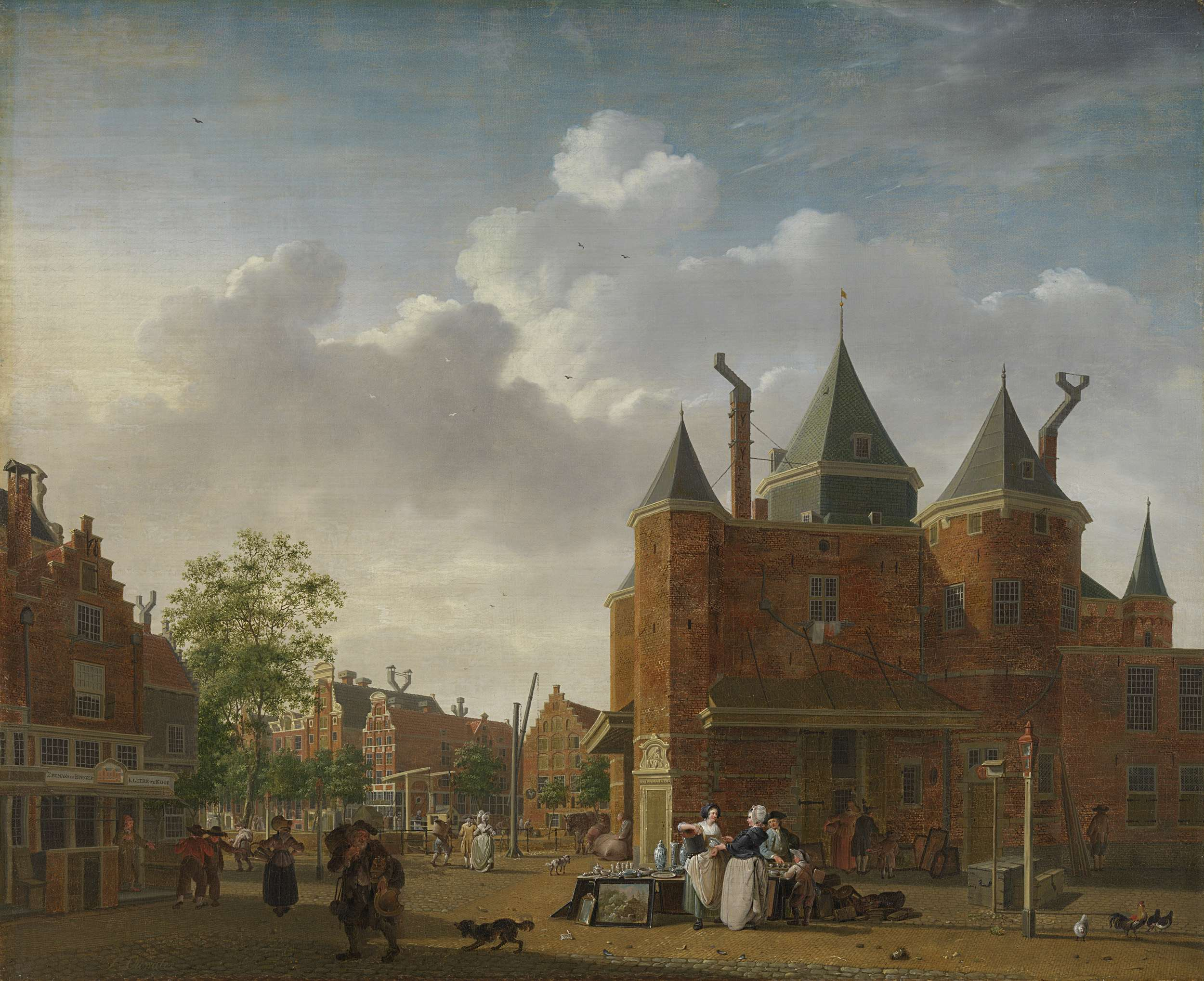
Vue du Sint-Antoniuswaag au XVIII.

À l'origine, le bâtiment était l'une des portes de la ville, connue sous le nom de Sint Antoniespoort (« Porte Saint-Antoine »). Elle se situait dans le prolongement de la Zeedijk. À l'extérieur des murs de la ville, la digue se prolongeait sous le nom de Sint Antoniesdijk. Après la construction du quartier du Lastage au XVIe siècle, une nouvelle rue baptisée Sint Antoniesbreestraat fut construite au même endroit, et une deuxième porte fut construite sous le nom de tweede Sint Antoniespoort au niveau du Jardin botanique d'Amsterdam.
La porte faisait partie du système de fortification médiéval de la ville, qui était construit le long de l'actuel Singel, du Kloveniersburgwal et du Geldersekade. Cette citadelle fut construite entre les années 1481 et 1494, et se composait de tourelles de défense et de portes d'accès, toutes reliées entre elles par un mur d'enceinte. La muraille était construite en brique, sur un support en pierres de taille. Il ne reste quasiment plus rien du mur, mais certaines parties ont survécu sur la section située le long du Geldersekade. La  Schreierstoren constitue quant à elle la seule tour de défense à avoir survécu. Des portes d'accès médiévales, seules la Sint Antoniespoort (l'actuel Waag) et une partie de la Regulierspoort (la partie inférieure de la Munttoren) ont survécu.
Dans la tour située à l'intersection entre le Zeedijk et le Geldersekade se trouve la plus ancienne pierre de pignon de la ville d'Amsterdam où figure l'inscription MCCCCLXXXVIII de XXVIII dach in April wart d'eerste steen van dese poert gheleit ("Le 28 avril 1488 fut posée la première pierre de cette porte").
L'année de construction, 1488, telle qu'elle figure sur le pierre de pignon et telle que rapportée par de nombreuses sources, semble être inexacte. Il existe plusieurs indices montrant que la porte serait en réalité plus ancienne. Ainsi, plusieurs documents d'archive provenant des archives de la ville (Stadsarchief Amsterdam) et datant d'avant 1488 mentionnent déjà une porte portant le nom de Sint Antoniespoort. Selon l'historienne de la construction Jacqueline de Graauw, la construction pourrait remonter au plus tôt à 1425, étant donné qu'à cette période, la ville fut élargie avec les nouveaux canaux du Geldersekade et du Kloveniersburgwal, où la porte est située. En outre, son étude sur la construction tend à montrer que la Sint Antoniespoort était initialement plus petite que le bâtiment actuel, et qu'elle fut agrandie ultérieurement. Ceci est particulièrement visible au niveau des restes des merlons
Par ailleurs, le fait que l'avant-porte, diffère de la porte principale à plusieurs endroits semble indiquer qu'elle a probablement été ajoutée par la suite. Ce type d'ajouts arrivait assez fréquemment sur les portes d'accès médiévales, afin de se protéger face à la menace de canons de plus en plus perfectionnés. Ainsi, une avant-porte fut également ajoutée à la Amsterdamse Poort de Haarlem en 1482, qui ressemble fortement à celle de la Sint Antoniespoort. Il est donc probable que la pierre de pignon qui indique la date de 1488 sur la Sint Antoniespoort indique en réalité uniquement la date d'ajout de la avant-porte à la structure existante.
À partir de la fin du XVIe siècle, lorsque le mur d'enceinte de la ville d'Amsterdam fut achevé, la Sint Antoniespoort prit l'apparence qu'on lui connait dans les représentations de Cornelis Anthonisz: une porte principale comportant quatre tours situées du côté de la ville médiévale (parmi lesquelles la Metselaarstoren était plus petite) et une avant-porte comptant deux tourelles de taille égale du côté des canaux.
Lorsque la ville fut élargie au XVIe siècle, la Sint Antoniespoort perdit son rôle de porte d'accès à la ville. Peu de temps après, entre 1603 et 1613 le mur d'enceinte fut détruit. En 1614, l'actuel Nieuwmarkt apparut lorsque les canaux furent rebouchés des deux côtés de la Sint Antoniespoort. La place fut également rehaussée, ce qui fit partiellement disparaître les murs du Waag sous le sol. Le bâtiment actuel est par conséquent moins haut que la construction originale.

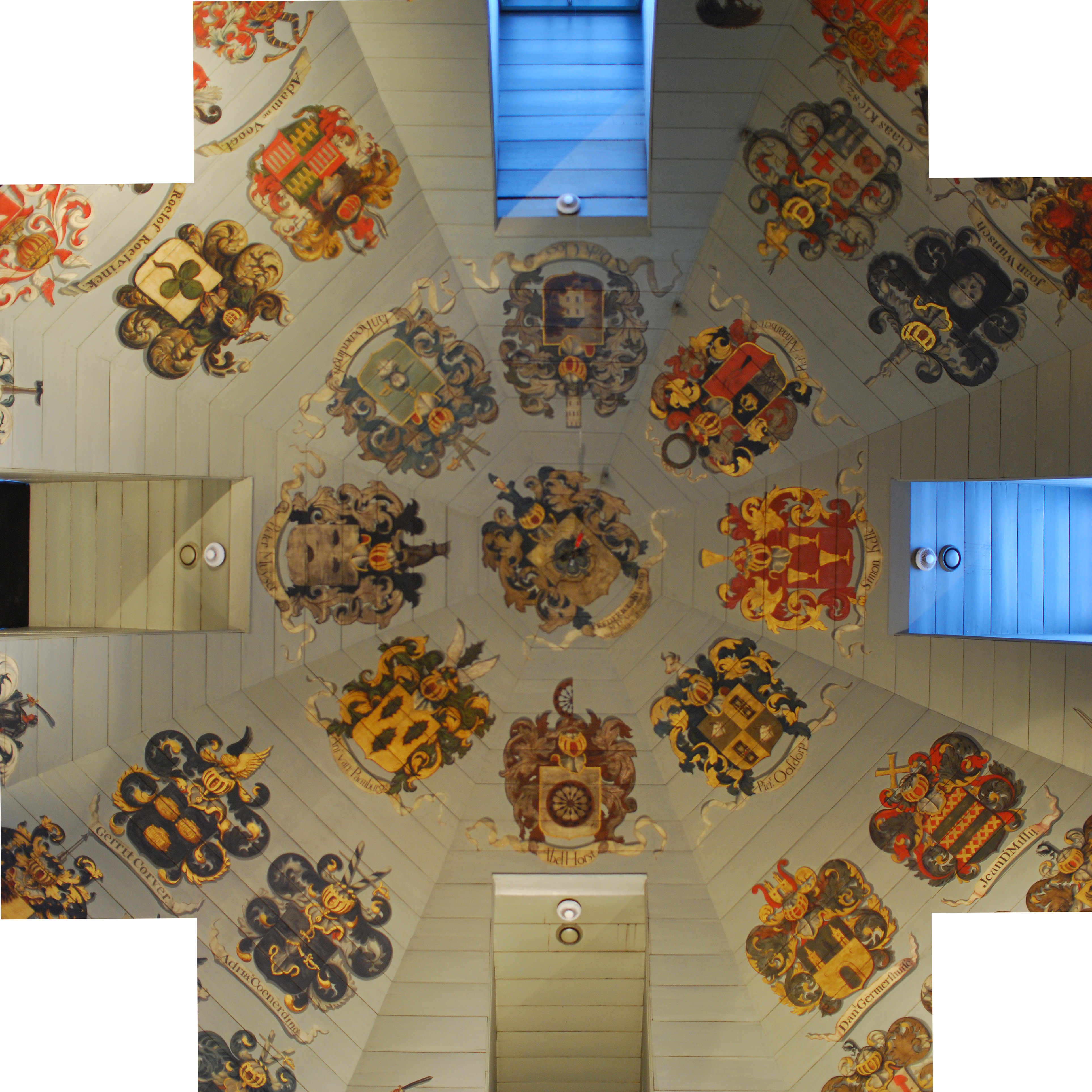
Vue du plafond du théâtre anatomique.

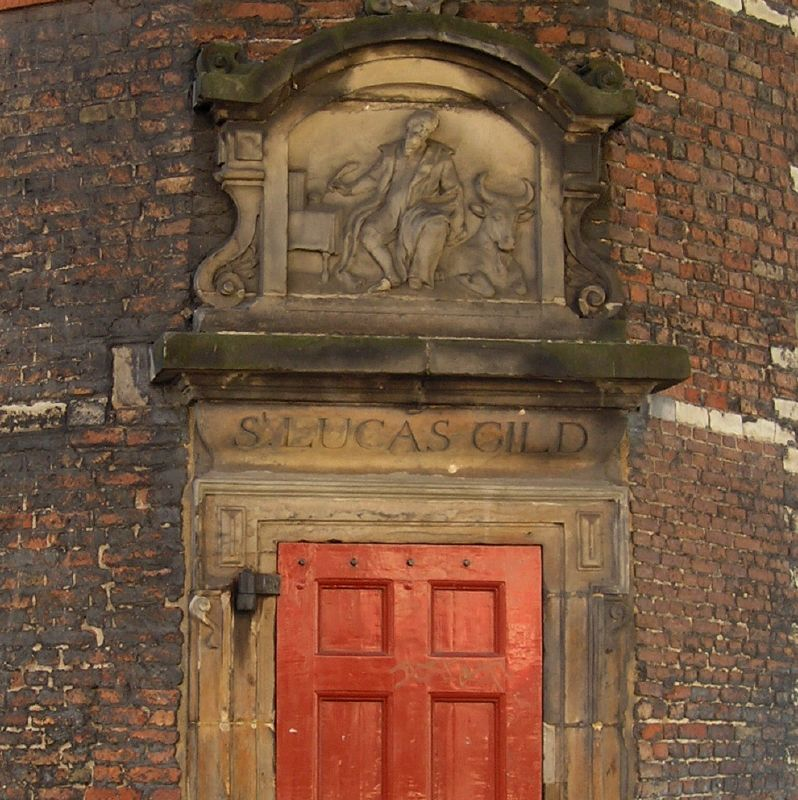
Détail de la porte d'entrée de la Guilde de Saint-Luc.

Au cours du XVIe siècle, la porte de la ville se vit attribuer une nouvelle fonction: entre 1617 et 1618, la Sint Antoniespoort fut reconvertie en poids public (waag en néerlandais), ce qui se traduisit par le recouvrement de l'espace situé entre l'avant-porte et la porte principale. L’objectif du nouveau waag était de supplanter celui situé sur le Dam, devenu trop petit. Plusieurs guildes furent également installées dans l'étage supérieur, notamment celle des forgerons, des peintres, des maçons et des chirurgiens. Chaque guilde disposait de son propre accès au bâtiment, au travers de petites portes situées autour du bâtiment. Les emblèmes des différentes guildes peuvent toujours être aperçus au-dessus des différentes entrées. Celui situé au-dessus de celle des maçon fut même fourni par Hendrick de Keyser. La porte de la guilde des chirurgiens est quant à elle ornée de l'inscription « Theatrum Anatomicum » (Théâtre anatomique en latin). En 1690-1691, le Waag prit sa forme actuelle avec la construction d'un gros espace en forme de coupole, sur lequel une tour centrale fut construite. C'est également de cette période que datent les riches décorations de l'intérieur.

### Fonctions ultérieures
Le Waag a revêtu différentes fonctions au cours des siècles. Au XIXe siècle, il fut successivement utilisé comme salle d'escrime, atelier de fabrication de meubles, atelier pour les lampes à huile de la ville, caserne de pompiers, et salle d'archives municipales Au cours du XXe siècle, il servit principalement de musée, les collections du Amsterdams Historisch Museum (actuel Amsterdam Museum) et du Musée historique juif y ayant été constituées. Entre 1989 et 1994, le bâtiment ne fut pas utilisé. La ville décida alors de transformer le bâtiment vide en un centre associatif baptisé Stichting Centrum De Waag, et confia à l'architecte d'intérieur français Philippe Starck un projet controversé de construction d'une structure en verre, qui impliquait la destruction d'une partie des murs originaux.
L'échec relatif du centre associatif conduisit à un nouvel abandon de l'ancienne porte. Le 20 septembre 1991, les habitants du quartier ainsi que les défenseurs du bâtiment ouvrirent ses portes à la presse et au public. L'indignation générale, qui finit par résonner jusqu'au conseil municipal de la ville d'Amsterdam conduisit à la nomination d'une commission non officielle d'experts. Celle-ci proposa dans un premier temps une restauration de la structure sous l'autorité d'un architecte doté d'une bonne expérience des constructions et fondations médiévales. Walter Kramer fut nommé à cette fin.
Des réparations de la structure furent ainsi réalisées. L'esthétique du bâtiment fut améliorée au travers de la reconstruction de l'auvent de bois sur le côté est, et avec le pavage des abords qui rendit au bâtiment sa fonction de point central sur la place. À l'intérieur, la restauration minutieuse des peintures de la coupole constitua la majeure partie des travaux. Durant les travaux, un nouveau locataire fut recherché. Le rez-de-chaussée fut ainsi confié à un café/restaurant, tandis que l'étage fut confié à la Waag Society, un institut consacré à l'art, aux sciences et à la technologie.
L'une des tours ayant tendance à légèrement s'affaisser, d'une part en raison du ciment utilisé, mais également en raison de la nature meuble du sol d'Amsterdam, une étude fut lancée pour y remédier. En juin 2009, plusieurs médias annoncèrent que la tour menaçait de s'effondrer, ce qui n'était en réalité pas le cas. Cependant, les fondations du bâtiment devaient bien être renforcées ou rénovées.

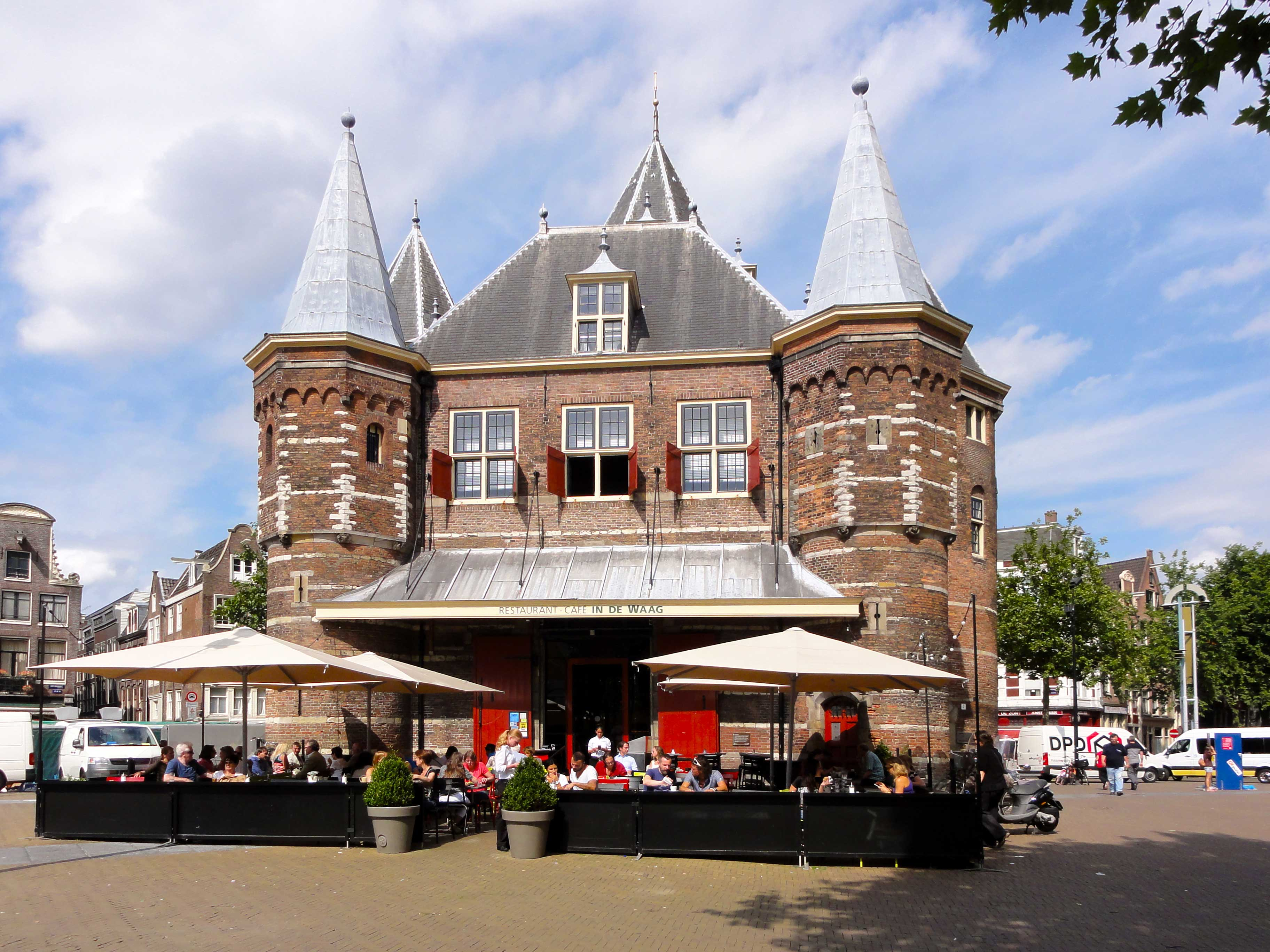
Façade Sud avec le café-restaurant In de Waag
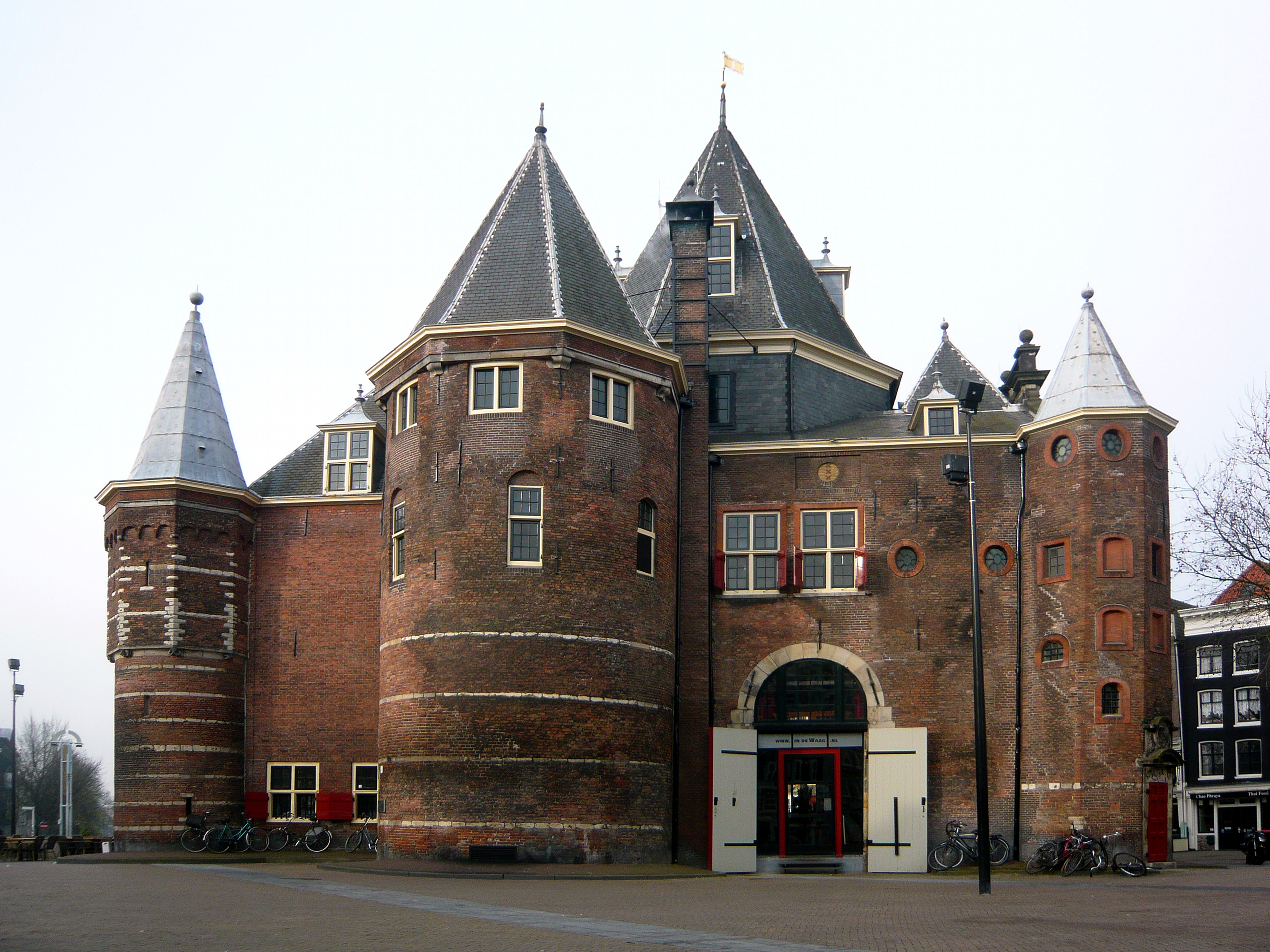
Façade Nord

## Divers
- Les murs de la porte avaient une épaisseur de près de deux mètres
- La construction du Waag coûta 5 305 florins et 4 patards.
- En temps de paix, les tours étaient utilisées comme prisons
- La muraille n'a jamais été prise d'assaut
- Au cours de la première moitié du XIXe siècle, la peine de mort était appliquée devant le bâtiment. Une guillotine y était même installée.
- Jusqu'au XIXe siècle, la ville d'Amsterdam possédait plusieurs poids publics, sur le Dam, en face du Paleis op de Dam (détruit en 1808), sur le Botermarkt (Boterwaag), alors sur Rembrandtplein (détruit en 1874) et sur le Westermarkt vers le Prinsengracht (détruit en 1857).
- Une fois par an, les « Fêtes d'avril » (Aprilfeesten) se tiennent sur la place.